# 饞上你
《饞上你》（英語：Craving You），為轉高高娛樂製作的台灣原創BL網路劇，2020年10月15日起將於KKTV、GagaOOLala網路平台播映。

## 播出時間

### 首播
| 頻道       | 所在地 | 播映日期                      | 播出時間         |
| ---------- | ------ | ----------------------------- | ---------------- |
| KKTV       | 臺灣   | 2020年10月15日-2020年11月14日 | 每週四、六 00:00 |
| GagaOOLala | 臺灣   | 2020年10月15日-2020年11月14日 | 每週四、六 00:00 |

## 演員陣容

### 主要人物
| 演員   | 角色   | 介紹 |
| 邱昊奇 | 宋一凡 | 甜點師傅。「K.」的創辦人。性感、冷豔的外型，搭上他高傲又不可一世的性格，讓他被「K.」的一票死忠粉絲視為比甜點還完美的慾望本體。                                                                                   |
| 范成章 | 于凱恩 | 網紅歌手。當紅歌曲「8秒」的作詞、作曲、演唱者。不喜欢甜点，對坚果過敏。活潑、幽默、善良的性格，讓他被塑造成暖男形象在網路上火速竄紅，縱使調皮的他經常闖禍，經紀人Ray卻仍將他視為明日之星，並有意識地持續捧紅他。 |
| 宋亞倫 | 蘇達   | 音樂製作人。于凱恩的初戀，熱音社社長，人稱Soda。高中時期，于凱恩試過向他示好，蘇達感受到了，卻只是摸了摸于凱恩的頭，如今的蘇達，即將和交往4年的男友張柏融步入婚姻。但卻因為于凱恩的出現，讓一切有了變數...。     |
| 祐琋   | 張柏融 | 部落客。蘇達的未婚夫，經常旅遊的他，在異國和蘇達偶遇，隨之展開戀情。這段戀情，讓原本迷戀漂泊海外的張柏融，起了定下來的念頭，並勇敢地向媽媽出櫃。                                                                 |
| 郭源元 | Cora   | 「K.」的店經理。即將步入30歲，沒對象卻也不想結婚的腐女。天真爛漫的樂觀性格，是她能長久待在宋一凡身邊的唯一因素。                                                                                                 |
| 顏永烈 | Ray    | 于凱恩的經紀人。說話跟機關槍一樣犀利、快速，腦筋好、反應快，耐心卻極差。雖然被稱為經紀人圈的怪咖，他的識人能力卻非常好。                                                                                         |
| 李育群 | Louis  | 「K. 」的工讀生。Cora的得力助手。因為喜歡吃甜點而應徵打工，對宋一凡有著深深的崇拜，夢想能在「K.」學習甜點技藝後，未來也能開一間自己的甜點店。個性外向、淘氣，卻特別容易緊張。                                    |
| 超強   | Justin | |
| 黃婕菲 | 蘇達媽 | |

## 音樂

### 戲劇歌曲
| 曲別   | 歌名       | 演唱者 | 作詞   | 作曲   |
| 片頭曲 | 8秒        | 范成章 | 劉卓軒 | 劉卓軒 |
| 片尾曲 | 幸運的我們 | 劉卓軒 | 劉卓軒 | 劉卓軒 |